# Charles-Arthur Bourgeois
Charles-Arthur Bourgeois, född 19 maj 1838 i Dijon, död 11 november 1886 i Paris, var en fransk baron och skulptör. 
Bourgeois  studerade vid École des beaux-arts i Paris, vann Rompriset 1863 och utövade därefter en omfattande verksamhet. Bland hans verk märks Den grekiske skådespelaren i Luxembourgträdgården, en staty av kardinal Mathieu i marmor, placerad i koret i katedralen i Besançon, Omtjusaren i brons utanför menageriet i Jardin des plantes i Paris och Krokodiljägaren på samma plats.  